# Manuel Joaquim Henriques de Paiva
Manuel Joaquim Henriques de Paiva (Castelo Branco, 23 de dezembro de 1752 – São Salvador, 10 de março de 1829) foi um filósofo, médico e químico luso-brasileiro. Henriques de Paiva publicou várias dezenas de livros científicos, vários deles traduções ou adaptações de obras de cientistas internacionais como Scopoli, Lineu, Brisson, ou Fourcroy. Foi responsável pela difusão do trabalho de Edward Jenner sobre a vacinação heteróloga no mundo lusófono, através do seu Preservativo das Bexigas (1801), um livro de divulgação científica destinado a sensibilizar o público para os benefícios da vacinação contra a varíola mortal, na época chamada de bexigas.

## Biografia
Nasceu a 23 de Dezembro de 1752 em Castelo Branco, sendo o filho mais novo de António Ribeiro de Paiva e de Isabel Aires Henriques. Seu pai era um químico cristão-novo, e era um parente distante de Ribeiro Sanches. Durante a juventude, sua família embarcou para o Brasil Colonial, onde seu pai era boticário do vice-rei, o Marquês de Lavradio; foi aqui que ele se formou pela primeira vez como químico. Depois de inicialmente planejar estudar no estrangeiro, matriculou-se na Universidade de Coimbra, demonstrando grande entusiasmo pelas reformas pombalinas, e licenciou-se em filosofia natural em 1775 e em medicina em 1781.

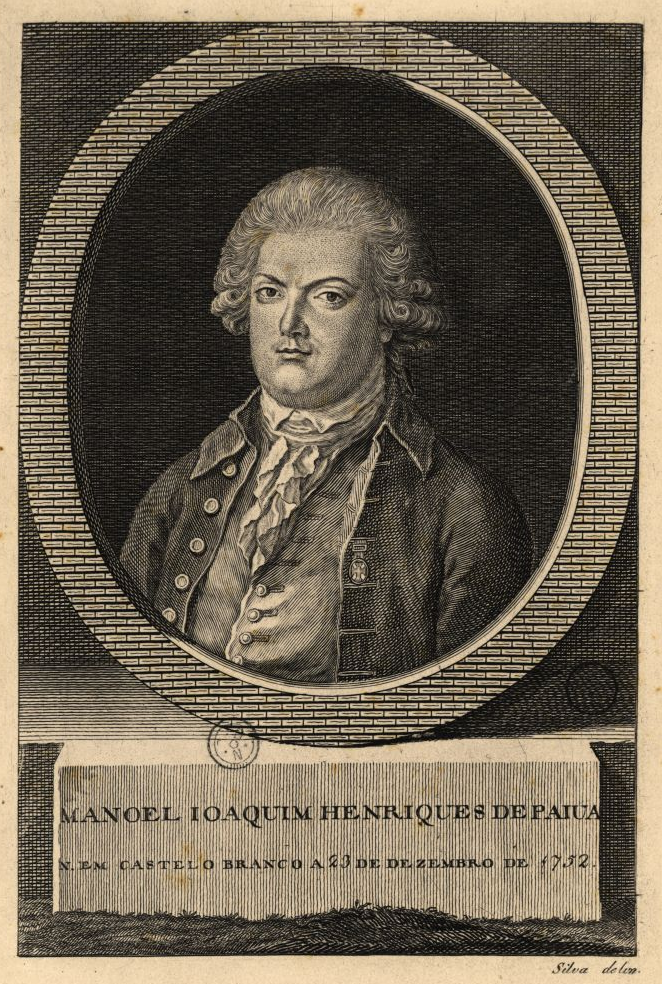
Henriques de Paiva por volta de 1790

Henriques de Paiva ocupou vários cargos importantes na administração sanitária portuguesa (foi médico da Casa Real, membro da Real Mesa do Protomedicamento, Professor Catedrático da Universidade de Coimbra, membro da Real Academia das Ciências de Lisboa), e gozou de algum protagonismo político. As suas ligações à maçonaria e aos franceses durante a Primeira Invasão Francesa de Portugal na Guerra Peninsular fariam com que fosse julgado como jacobino em 1809, banido para o Brasil e destituído dos seus cargos e honrarias. Estabeleceu-se em Salvador, Bahia; as acusações contra ele foram extintas em 1818, e suas prerrogativas reabilitadas, o que o levou a ser nomeado professor da Escola Médico-Cirúrgica da Bahia. Henriques de Paiva posteriormente interveio  em apoio à Independência do Brasil.

## Distinções
- Cavaleiro da Ordem de Cristo (perdido em 1809 e restaurado em 1818)[3]